# Митра (корона)
 Тази статия е за короната.  За божеството вижте Митра.  
Митра е вид корона, носена от предстоятеля на дадена автокефална източноправославна църква, или от друго високопоставено лице – владиката, попа и др.
Митрата е древен атрибут, който представя божествената закрила и власт на носителя. По-късно в християнските общества става неизменяема част от „пастирите“ на Христовия народ. През Средновековието, когато се развива властта на Църквата, митрата се превръща в корона, с която се символизира властта дадена от Бог.
Митрата се носи само на специални церемонии. Характерна е за Източно православната църква, където почти всички църковни представители (без монаха, послушника и игумена) носят корона. В католицизма право да носи митра (Папска тиара) има право само папата, а по низшите църковно служители носят обикновена шапка.
Дизайнът на митрите се променя в продължение на векове. През Средновековието на митрите бил поставян златен кръст – символ на Божията власт. Те били украсявани и с голямо количество скъпоценни камъни и злато. В католицизма, украсата на Папската тиара представлявала три златни венеца – символ на Светата Троица. Тази традиция се е запазва до днес.